# هاوارد هملین
هاوارد هملین (به انگلیسی: Howard Hamlin) یک شخصیت خیالی در مجموعه تلویزیونی بهتره با سال تماس بگیری می‌باشد، نقش او توسط پاتریک فابیان به تصویر کشیده شده‌است و وینس گیلیگان و پیتر گولد خالق این شخصیت هستند.
فابیان برای ایفای نقش هاوارد هملین مورد تحسین منتقدان قرار گرفت، به ویژه در فصل آخر، و بسیاری از منتقدان او را تراژیک‌ترین شخصیت بهتره با سال تماس بگیری می‌دانند.

## ایده اولیه

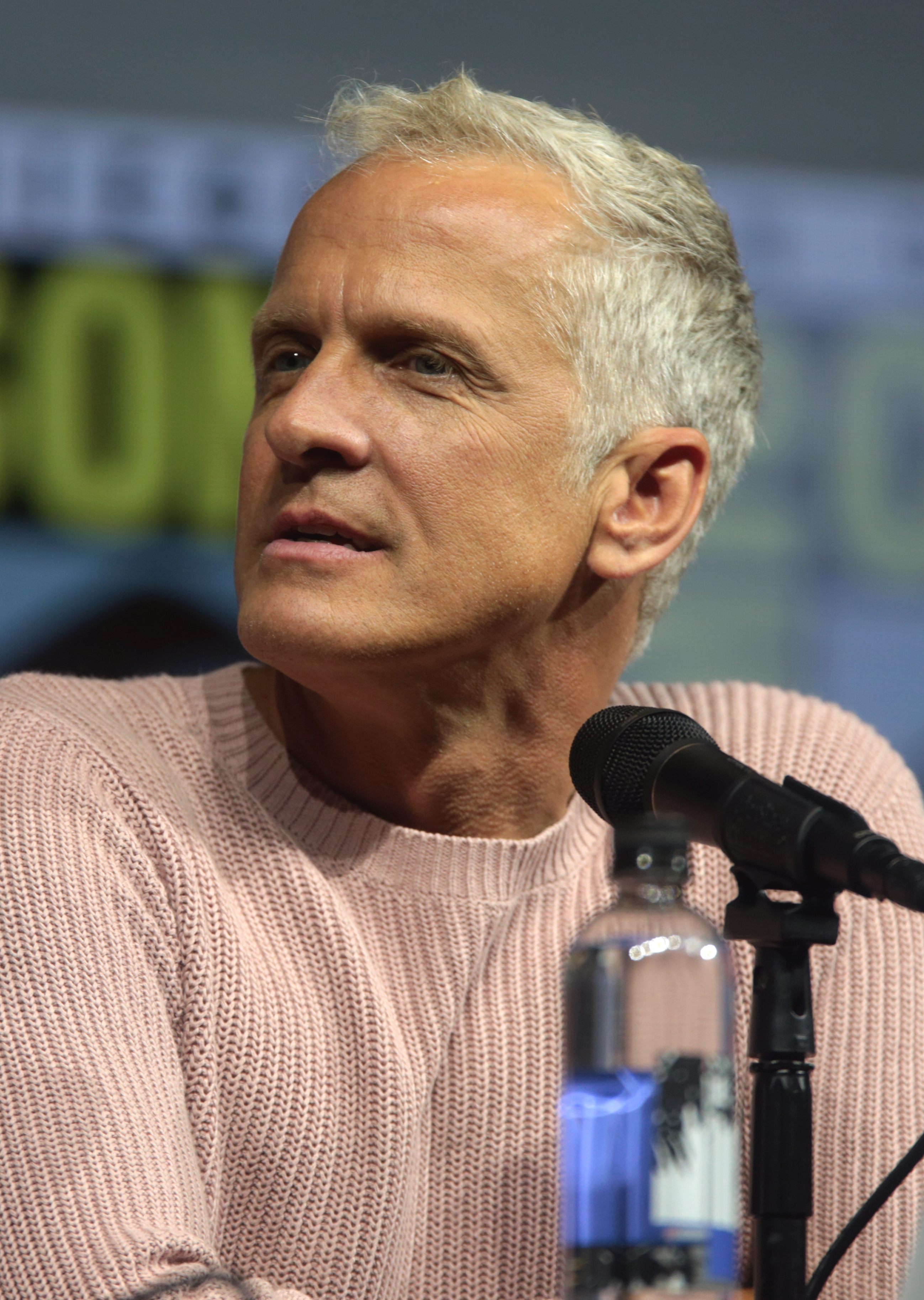
Patrick Fabian portrays Howard Hamlin